# Ất Hiểu Quang
Ất Hiểu Quang (tiếng Trung: 乙晓光; sinh tháng 6 năm 1958) là Thượng tướng Không quân Quân Giải phóng Nhân dân Trung Quốc (PLAAF). Ông là Ủy viên Ủy ban Trung ương Đảng Cộng sản Trung Quốc khóa XIX, nguyên là Tư lệnh Chiến khu Trung ương Quân Giải phóng Nhân dân Trung Quốc. Trước đó, ông là Phó Tổng Tham mưu trưởng Bộ Tham mưu liên hợp Quân ủy Trung ương Trung Quốc.

## Thân thế và binh nghiệp
Ất Hiểu Quang xuất thân từ nhà binh, sinh tháng 6 năm 1958 tại Thuật Dương, tỉnh Giang Tô. Tháng 3 năm 1974, ông nhập ngũ ở tuổi 16. Tháng 11 năm 1977, gia nhập Đảng Cộng sản Trung Quốc. Ông tốt nghiệp Trường Hàng không Bảo Định (Trường dự bị Hàng không 2 Không quân). Học thạc sĩ Quân sự tại Đại học Quốc phòng Trung Quốc. Ất Hiểu Quang xuất thân từ phi công hạng đặc biệt, đã từng lái nhiều loại máy bay quân sự khác nhau, có khả năng bay cả ngày - đêm, trực tiếp chỉ huy bay.
Ất Hiểu Quang đã từng kinh qua các chức vụ tại hai quân khu Thẩm Dương và Thành Đô như Tư lệnh Căn cứ Huấn luyện binh Hàng không Vân Nam, Phó Tham mưu trưởng binh chủng Không quân thuộc Quân khu Thành Đô, Tư lệnh Căn cứ Không quân Vũ Hán, Chủ nhiệm Sở chỉ huy Không quân Vũ Hán. Tháng 7 năm 2001, tấn thăng quân hàm Thiếu tướng.
Năm 2003, nhậm chức Phó Tham mưu trưởng binh chủng Không quân thuộc Quân khu Quảng Châu.
Năm 2004, bổ nhiệm giữ chức Viện trưởng Học viện Chỉ huy Không quân PLA (AFCA).
Năm 2008, bổ nhiệm giữ chức Phó Tham mưu trưởng Không quân Quân Giải phóng Nhân dân Trung Quốc (PLAAF).
Tháng 12 năm 2010, Ất Hiểu Quang được bổ nhiệm giữ chức Phó Tư lệnh Quân khu Nam Kinh kiêm Tư lệnh binh chủng Không quân thuộc Quân khu Nam Kinh. Tháng 7 năm 2012, phong quân hàm Trung tướng.
Tháng 12 năm 2012, nhậm chức Trợ lý Tổng Tham mưu trưởng Quân Giải phóng Nhân dân Trung Quốc. Tháng 11 năm 2012, tại Đại hội Đảng Cộng sản Trung Quốc lần thứ 18, Ất Hiểu Quang được bầu làm Ủy viên Dự khuyết Ban Chấp hành Trung ương Đảng Cộng sản Trung Quốc khóa XVIII.
Tháng 7 năm 2014, Ất Hiểu Quang được bổ nhiệm giữ chức Phó Tổng Tham mưu trưởng Quân Giải phóng Nhân dân Trung Quốc (PLA).
Tháng 1 năm 2016, bổ nhiệm giữ chức Phó Tổng Tham mưu trưởng Bộ Tham mưu liên hợp Quân ủy Trung ương Trung Quốc. Tháng 7 năm 2016, thụ phong quân hàm Thượng tướng.
Tháng 10 năm 2017, Ất Hiểu Quang được bổ nhiệm giữ chức vụ Tư lệnh Chiến khu Trung ương Quân Giải phóng Nhân dân Trung Quốc, kế nhiệm Hàn Vệ Quốc.
Tháng 10 năm 2017, tại Đại hội Đảng Cộng sản Trung Quốc lần thứ XIX, Ất Hiểu Quang được bầu làm Ủy viên chính thức Ban Chấp hành Trung ương Đảng Cộng sản Trung Quốc khóa XIX.